# 國立花蓮女子高級中學
國立花蓮女子高級中學（英語：National Hualien Girls' Senior High School，縮寫：NHGSHS、HLGS），簡稱花蓮女中、花女，舊稱省花女，位於臺灣花蓮縣花蓮市，鄰近花崗國中、北濱公園，為花蓮地區一所公立女子高級中等學校。

## 校史
- 1927年（昭和2年）4月1日成立，名為「花蓮港廳立花蓮港高等女學校」，學生以日籍為主，臺籍者僅佔百分之一。
- 1945年（民國34年）12月5日，臺灣光復，奉令改名為「花蓮女子學校」，花蓮港廳接管委員會派汪滄溟先生接管。
- 1946年1月，長官公署教育處派虞孝昭女士為首任校長，2月改名為「臺灣省立花蓮女子中學」。
- 1968年，中華民國延長為九年國民教育，初中部逐年結束。
- 1970年7月，停辦初中部，奉令更名「臺灣省立花蓮女子高級中學」。
- 2000年2月，因應精省，改制為「國立花蓮女子高級中學」。
- 2010年 該校舊行政教學大樓，經評定有危險之虞列入拆除改建，新行政大樓於2011年竣工。
- 2010年4月，獲教育部校務評鑑為優質高中。[1]
- 2024年4月，該校綜合大樓因2024年花蓮地震導致建築嚴重損毀而列為危樓。[2]

## 校訓
溫 恭 勤 儉 
溫	溫以存性　溫以事長　溫以敦親　溫以和眾
恭	恭以待人　恭以治事　恭以成學　恭以報國
勤	勤以補拙　勤以克難　勤以修業　勤以圖強
儉	儉以養廉　儉以裕用　儉以齊家　儉以進德

## 歷屆校長

### 日治時期[3]
| 任次     | 任期                        | 姓名       |
| -------- | --------------------------- | ---------- |
| 建校籌備 | 1927年4月1日－1927年4月11日 | 和田博     |
| 1        | 1927年4月12日－1938年       | 井上正男   |
| 2        | 1938年－1941年              | 清水善次郎 |
| 3        | 1941年8月26日－1943年3月    | 隅部至德   |
| 4        | 1943年－1946年              | 藤本元次郎 |

### 中華民國時期
| 任次 | 任期                 | 姓名   | 備註                                                                  |
| ---- | -------------------- | ------ | --------------------------------------------------------------------- |
| 1    | 1946年2月－1950年1月 | 虞孝昭 |                                                                       |
| 2    | 1950年2月－1955年7月 | 鄭昭懿 |                                                                       |
| 3    | 1955年8月－1957年7月 | 葉淑仁 |                                                                       |
| 4    | 1957年8月－1962年1月 | 鄧玉祥 | 後任景美女中、北一女中校長                                            |
| 5    | 1962年2月－1966年7月 | 鄭璽璸 |                                                                       |
| 6    | 1966年8月－1971年4月 | 沈雅利 |                                                                       |
| 7    | 1971年5月－1979年7月 | 王澤林 |                                                                       |
| 8    | 1979年8月－1984年1月 | 王雁彬 |                                                                       |
| 9    | 1984年2月－1992年1月 | 賀玉琴 |                                                                       |
| 10   | 1992年2月－1995年7月 | 楊寶琴 | 後任嘉義女中、台中家商、台中女中、 新民高中校長                       |
| 11   | 1995年8月－2001年7月 | 田正美 | 後任家齊女中校長                                                      |
| 12   | 2001年8月－2006年7月 | 李克難 | 後任慈濟大學附屬高級中學校長                                          |
| 13   | 2006年8月－2008年7月 | 宋一芬 | 後任大明高中校長                                                      |
| 14   | 2008年8月－2012年7月 | 陳修平 | 後任台南女中、臺南市政府教育局局長、 國立中山大學附屬國光高級中學校長 |
| 15   | 2012年8月－2020年7月 | 程膺   | 戰後首位男校長                                                        |
| 16   | 2020年8月－          | 詹滿福 | 由花蓮高中轉任                                                        |

## 文物圖庫
- 花蓮女中的校刊《花女青年》
- 紀念校舍動土的三把鏟子（附有簽名）
- 花蓮女中校史室裡，展覽牆上的校歌
- 臺灣國立花蓮女子高級中學之前的名稱之標牌
- 紀念當時花蓮女中由省立升為國立學校
- 從"國立花蓮女子高級中學"仍為"臺灣省立花蓮女子高級中學"時，保存下來並於校史室收藏的置物箱。
- 國立花蓮女中校史室的70年代紙本簡報

## 外部連結
- 國立花蓮女子高級中學 （页面存档备份，存于）
- 文化部文化資產局：舊花蓮港高等女學校校長宿舍 （页面存档备份，存于）